# Quartus supra
Quartus supra ist eine sehr ausführliche Enzyklika Papst Pius’ IX. über die armenische Kirche. In diesem am 6. Januar 1873 veröffentlichten Apostolischen Rundschreiben befasste sich der Papst mit den Erscheinungsformen des Schismas, er warnt vor weiteren Trennungen und Spaltungen, die eben nur von Ketzern hervorgebracht würden, und legt der armenisch-katholischen Kirche dar, warum  Uneinigkeit einen Betrug an Gott und dem Glauben darstelle.
Die Empfänger dieser Enzyklika waren der Patriarch von Kilikien, sowie die Erzbischöfe, die Bischöfe, die Priester und Laien des armenischen Ritus.
Pius IX. verweist auf seine vor fast zwanzig Jahren geschriebene Enzyklika Neminem vestrum vom Januar 1854 und betont, dass der Heilige Stuhl viel Geduld bewiesen habe und nun aber erneut seine Forderungen unterstreichen müsse. Der Papst forderte zur Einhaltung der Glaubenslehre auf und erklärte, dass für ihn die Disziplin und der Gehorsam ein vereinigendes Element sei und deshalb einen starken Einfluss auf die Bewahrung und Reinheit der heiligen Lehre habe.
In den weiteren Ausführung geht der Papst auf die vorausgegangenen Trennungen und den Katholizismus in Konstantinopel ein und beschreibt dann die verschiedenen Formen des Schismas. Danach erläutert Pius IX. die damit verbundenen falschen Anschuldigungen; er fordert den Erhalt der vorgegebenen kirchlichen Hierarchie und die Beachtung des kanonischen Rechts und legt  die Grenzen der Kirchenprovinz dar.